# Старый Искитим
Старый Искитим — село в Искитимском районе Новосибирской области. Входит в состав Чернореченского сельсовета.

## География
Площадь села — 664 гектар

## Население
| 2002 | 2007 | 2010 |
| ---- | ---- | ---- |
| 693  | ↗829 | ↘706 |

## Инфраструктура
В селе по данным на 2007 год функционируют 1 учреждение здравоохранения и 1 учреждение образования.